# HOLOLIVE FANTASY 1st LIVE FAN FUN ISLAND
「HOLOLIVE FANTASY 1st LIVE FAN FUN ISLAND」（ホロライブ ファンタジー ファースト ライブ ファン ファン アイランド）は、2021年11月25日に日本・TOKYO DOME CITY HALLにて開催された、バーチャルYouTuberグループ・ホロライブの内部グループ「ホロライブ3期生」（ホロライブファンタジー）の1回目のライブ。同年9月20日にホロライブ3期生がホロライブの公式YouTubeチャンネルにて行った動画配信「重大告知をするのは私です！！」にて開催が発表された。本公演は、新型コロナウイルス感染症の世界的流行の影響により、新型コロナウイルス接触確認アプリの登録や発声の禁止などの感染症対策を来場者に徹底させた上での開催となった。また、公式ハッシュタグは「#ホロライブ3期生1stライブ」である。

## 開催までの経緯
ホロライブ3期生のメンバー・兎田ぺこら、潤羽るしあ、不知火フレア、白銀ノエル、宝鐘マリンは、2019年9月15日に開催された、ホロライブの所属タレント・白上フブキ、百鬼あやめ、大空スバル、大神ミオによるユニット「FAMS」のイベント「FAMS FAN MEETING -俺達の夏休み延長戦-」に感化され、同年10月14日に初めて5人合同で動画配信を行った時から、自分たちによるイベント（ライブ）の開催を考えていたが、当時はホロライブの運営会社・カバー株式会社の内部にオフラインライブを制作する部署はなく、運営からは「そこそこ具体的な内容がないと（ライブの）実現は難しい」と言われたため、その後は約2年に渡ってライブの構想を練ったり、ライブを開催したい気持ちを運営にアピールしたりしていた。その甲斐あって、ある時に運営が「本当に（ライブを）やる覚悟はありますか？」「イベントの準備で、さらに忙しくなるけど大丈夫ですか？」という旨の確認をホロライブ3期生のメンバー全員に行い、彼女たちがそれに応えたことで本公演の開催が決まった。

## 構成
本公演の構成は、物語の展開が中心のパートと歌唱が中心のパートが混在した、物語性を重視したものとなっている。この構成の考案者は不知火フレアで、本人によるとホロライブ3期生の別名である「ホロライブファンタジー」から考案したという。また、白銀ノエルによると、本公演の構成は前述のイベント「FAMS FAN MEETING -俺達の夏休み延長戦-」のファンとの交流を重視した内容の影響を受けているという。

## 主催・制作協力
- 主催 - カバー株式会社、hololive production、hololive[3]
- 制作協力 - 株式会社LATEGRA、株式会社LIVE FORWARD、株式会社キョードー東京[3]

## あらすじ
ホロライブ3期生のメンバー・兎田ぺこら、潤羽るしあ、不知火フレア、白銀ノエル、宝鐘マリンの5人は、ライブへの出演を目前に控えて楽屋にて寛いでいたが、突如として現れた光に飲み込まれ、不思議な異世界の無人島に転移する。そこで妖精のミジカと出会った5人は、ミジカに導かれながら元の世界へ戻るためにさまざまな試練に挑んでいく。

## キャスト
ホロライブ3期生（兎田ぺこら、潤羽るしあ、不知火フレア、白銀ノエル、宝鐘マリン）
本公演の主演。1曲目・11曲目・12曲目の歌唱時はアイドル衣装（オリジン衣装）、それ以外の時はふだんの配信で使用しているものと同一の衣装を着て出演した。
ミジカ
担当声優 - 篠原侑
本公演のオリジナルキャラクター。異世界の無人島の妖精。水色や紫色に光る球体のような姿をしており、常に浮揚している。危機に瀕した異世界を救うべく、ホロライブ3期生のメンバーを異世界の無人島に召喚した。

## セットリスト
出典：
1. いんたらくとふぁんたじあ（ホロライブ3期生）
2. HOT LIMIT（兎田ぺこら、白銀ノエル）
3. Ahoy!! 我ら宝鐘海賊団☆（宝鐘マリン）
4. 花ハ踊レヤいろはにほ（潤羽るしあ、不知火フレア、白銀ノエル）
5. ギミー!レボリューション（兎田ぺこら）
6. こいあい（潤羽るしあ）
7. God Save The Girls（不知火フレア）
8. ほめのび（白銀ノエル）
9. 回レ!雪月花（兎田ぺこら、不知火フレア、宝鐘マリン）
10. スキキライ（潤羽るしあ、宝鐘マリン）
11. 五等分の気持ち（ホロライブ3期生）
12. Mr.Music（ホロライブ3期生）
13. 美味しいお肉が食べたいの!（ホロライブ3期生）

## 楽曲「いんたらくとふぁんたじあ」
「いんたらくとふぁんたじあ」（英語: Interact Fantasia）は、2021年11月22日に音楽配信が行われた、ホロライブファンタジーの楽曲。作詞・作曲・編曲は森本練が手がけた。本公演のために制作された、ホロライブファンタジーの自己紹介ソングとも言える楽曲である。
| 全作詞・作曲・編曲: 森本練。 |                                            |        |            |      |
| #                            | タイトル                                   | 作詞   | 作曲・編曲 | 時間 |
| 1.                           | 「いんたらくとふぁんたじあ」               | 森本練 | 森本練     | 4:52 |
| 2.                           | 「いんたらくとふぁんたじあ」(Instrumental) | 森本練 | 森本練     | 4:52 |
| 合計時間:                    | 合計時間:                                  | 9:44   |            |      |

## 楽曲「美味しいお肉が食べたいの！」
「美味しいお肉が食べたいの！」は、本公演のために書き下ろされた楽曲。作詞・作曲は前山田健一、編曲は徳田光希が手がけた。2025年3月現在、音源化はされていない。

## タイアップ
E-DINER
2021年11月18日から12月5日、同年12月9日から12月26日にかけて、本公演とのコラボイベント「HOLOLIVE FANTASY 1st LIVE FAN FUN ISLANDカフェ in E-DINER池袋」が開催され、ホロライブ3期生のメンバーが考案したフードおよびドリンクが販売された。